# شاه‌طوطی
شاه‌طوطی یا شاه‌طوطی اسکندر یا طوطی بزرگ اسکندر (نام علمی: Psittacula eupatria) نوعی طوطی بزرگ است.
زیستگاه اصلی شاه‌طوطی از پاکستان تا ویتنام است که کشورهای پاکستان، هند، سری لانکا، بوتان، نپال، بنگلادش، برمه، تایلند، لائوس و ویتنام را شامل می‌شود. علاوه بر این جمعیت‌هایی از طوطی‌های از قفس گریخته نیز در افغانستان، ایران، کویت، عربستان، ترکیه، امارات و یمن ساکن شده‌اند. هرچند جمعیت این گونه رو به کاهش به نظر می‌رسد ولی این کاهش آن‌چنان سریع نیست که آن را در شمار گونه‌های آسیب‌پذیر قرار دهد. جمعیت جهانی این گونه اندازه‌گیری نشده ولی گزارش‌ها از شمار بسیار آن در پاکستان و کمیابی در هندوستان حکایت دارد.
طول این پرنده ۵۸ سانتیمتر و رنگ اصلی‌اش سبز است و در جنس نر آن نوار سیاهی از بخش زیرین منقار منشعب شده و در پشت گردن به نوار قرمزی ارتباط می‌یابد. اگر از جوجگی با انسان باشند استعداد یادگیری واژه‌ها را دارند.
تکثیر این طوطی در درون نورخان (پاسیو) میسر است. شاه طوطی به احتمال بسیار برای نخستین بار در هندوستان اهلی شده‌است و سپس گونه اهلی آن توسط بازرگانان و برخی دریانوردان یا پادشاهان و امرا به جاهای گوناگون جهان برده شده‌است. آسانی نگهداری و توقع اندک پرنده و زاد و ولد و تکثیر آسان و توانایی سازگاری آن با محیط‌های آب و هوایی گوناگون باعث شده‌است که پرورش آن در سرتاسر جهان رایج و متداول شود.
بسیاری از کارشناسان بر این باورند که طوطی سبز عمری طولانی دارد و برخی از پرورش دهندگان باور دارند که شاه طوطی می‌تواند میان بیست و پنج تا سی و پنج سال عمر کند و حتی برخی باور دارند که این پرنده تا چهل سال عمر می‌کند. 

## تاریخچه پرورش شاه‌طوطی در جهان و ایران
این پرنده در حدود سه هزار سال پیش برای نخستین بار توسط مردم هندوستان اهلی گردید. در آغاز پادشاهان و خانواده‌های ثروتمند و اشرافی هندوستان به پرورش این پرنده پرداخته و روش تقلید صدا را به آن آموختند و سپس دیگر طبقات اجتماعی به این کار روی آوردند. یونانی‌ها نخستین ملت اروپایی بودند که با پرورش و نگهداری این پرنده آشنا شدند زیرا که شاه طوطی توسط جانشینان اسکندر از ایالت پنجاب به کشور یونان برده شد. اسکندر مقدونی که در طی سال های۳۲۳–۳۵۶ پیش از میلاد زندگی می‌کرد، یکی از پادشاهان جهانگشای تاریخ است که پس از فتح میان رودان و امپراتوری ایران موفق شد سرزمین هند را به تصرف خود درآورد و در آن جا با این گونه طوطی که در هندوستان به وفور دیده می‌شد و در اروپا وجود نداشت آشنا شده و به تقلید صدای آن علاقه‌مند شده و بعدها جانشینان اسکندر آن را به یونان امروزی برده و به نام «طوطی اسکندر» به اروپاییان معرفی کردند. در آن دوره پرورش این گونه طوطی بیشتر در میان اشراف و بزرگان دربار سلطنتی رایج و متداول بود. سقراط نخستین دانشمند غربی است که زیبایی پرنده و قدرت تقلید صدای آن را توصیف کرده‌است. احتمالاً ملنگو نیز که شباهت زیادی به شاه‌طوطی داشت در همان دوره تاریخی به اروپا راه یافته باشد. بعدها رومی‌ها دومین ملت اروپایی بودند که به پرورش و نگهداری از شاه‌طوطی پرداختند. شاه‌طوطی در سال ۱۷۶۶ میلادی توسط دانشمند معروف کارل لینه در رده‌بندی جهانی قرار گرفت.
در ایران در شهرهایی مانند کیش و قشم و تهران، شاه طوطی و طوطی ملنگو به صورت بومی در مناطق سرخه حصار نیاوران چیتگر لویزان پارک شهر زندگی می‌کنند با توجه به اینکه ایران و علی‌الخصوص شهر تهران زیستگاه مناسبی برای این پرندگان نیست برای برخی از زیست شناسان سؤال است که این پرندگان چگونه در تهران با وجود آلودگی هوا و چهار فصل بودن آن به زندگی ادامه دادند و از کجا این پرندگان به شهر تهران آمدند؟ برخی در پاسخ با توجه به جمعیت کثیر شهر تهران و احتمال فرار بیش از حد طوطی‌های گمشده از قفس آنها را حاصل جفت‌گیری طوطی سانان فراری از قفس می‌دانند و برخی دیگر آنها را نتیجه جفت‌گیری طوطی سانان وارداتی متعلق به محمد رضا پهلوی می‌دانند. که هنوز پاسخ این سؤال به درستی مشخص نیست

## زیرگونه‌های شاه‌طوطی
1. شاه‌طوطی معمولی
2. شاه‌طوطی برمه
3. شاه‌طوطی آندامان
4. شاه‌طوطی نپال
5. شاه‌طوطی سیامی

## تعیین جنسیت
تعیین جنسیت در شاه طوطی‌های بالغ به راحتی به وسیله حلقه دور گردن صورت می‌گیرد. رنگ پر و بال و حلقه دور گردن در شاه‌طوطی در سن سه سالگی به بالا مشخص می‌گردد. در برخی از شاه طوطی‌ها رنگ حلقه دور گردن در پرنده نر بین سن ۱۸ تا ۳۰ ماهگی کامل می‌شود و گاهی این حلقه در سن ۳۶ ماهگی کامل شده‌است. رنگ جوجه‌ها معمولاً تا پیش از بلوغ شبیه رنگ پرنده ماده‌است؛ لذا تعیین جنسیت از روی حلقه دور گردن انحصاراً بعد از بلوغ امکان‌پذیر است.

## تعیین سن شاه‌طوطی
تعیین سن شاه‌طوطی کار دشواری است و چنانچه پرنده شناسنامه داشته باشد، تعیین سن دقیق آن مقدور می‌شود و در غیر این صورت تعیین دقیق سن پرنده مقدور نیست. بدیهی است که برخی از ویژگی‌های ظاهری می‌تواند جوان یا مسن بودن پرنده را مشخص کند که البته این کار فقط توسط پرورش‌دهندگان حرفه‌ای ممکن است. معمولاً عنبیه چشم شاه‌طوطی در جوجه‌ها تیره‌است و هرچه سن پرنده افزایش یابد رنگ آن به زردی می‌گراید، این مشخصه باعث می‌شود تا برخی از پرورش‌دهندگان حرفه‌ای بتوانند سن طوطی را تخمین بزنند. البته قابل ذکر است که سن طوطی نر با دیدن حلقه دور گردن نیز قابل تخمین است. هرچه سن پرنده افزایش یابد. نوک پرنده کم‌رنگ‌تر و خط‌خطی‌تر و پولک‌های پای پرنده کدر می‌شود.

## نگارخانه

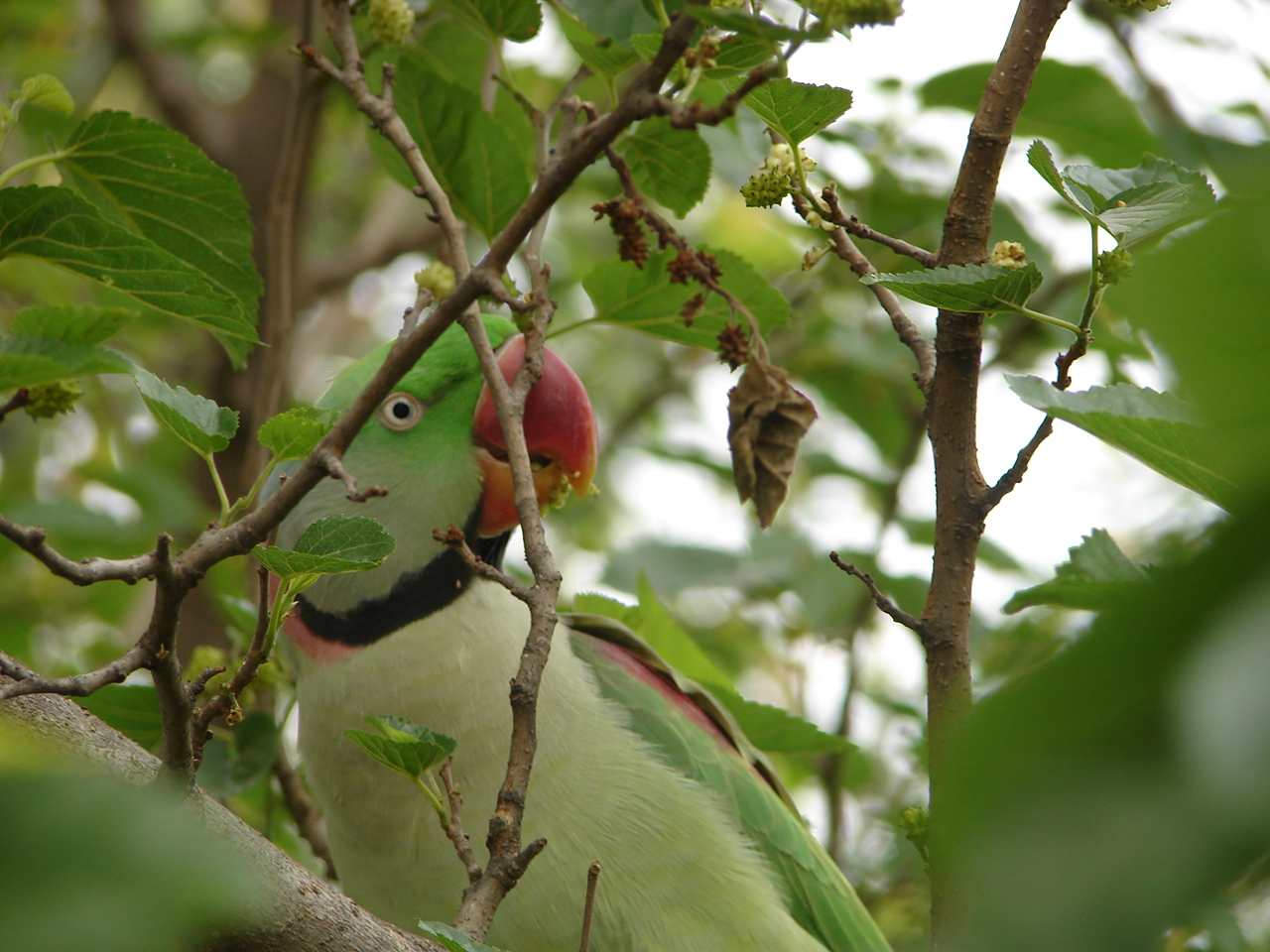
شاه طوطی روی درخت در هند
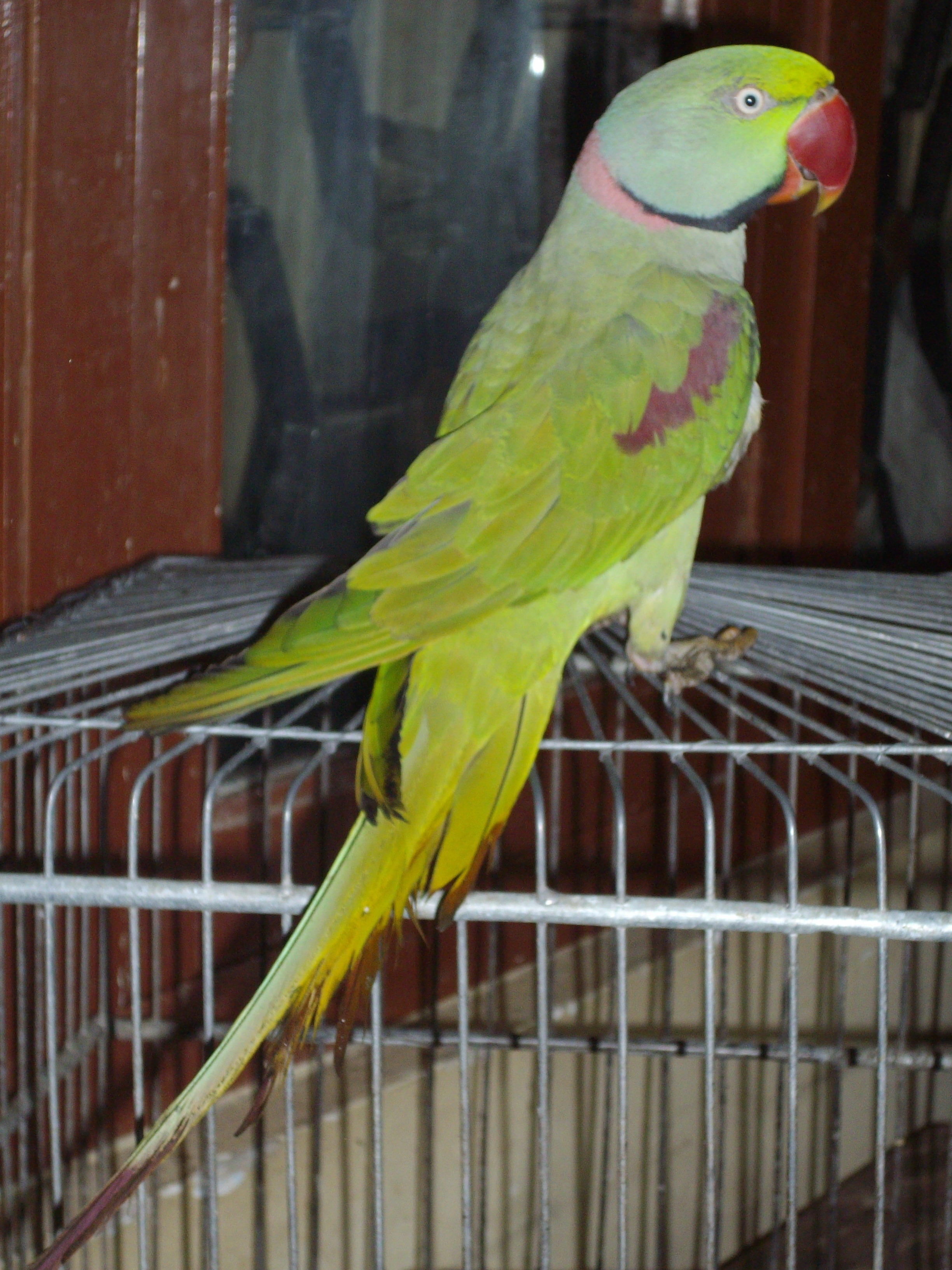
شاه طوطی قفسی در بمبئی
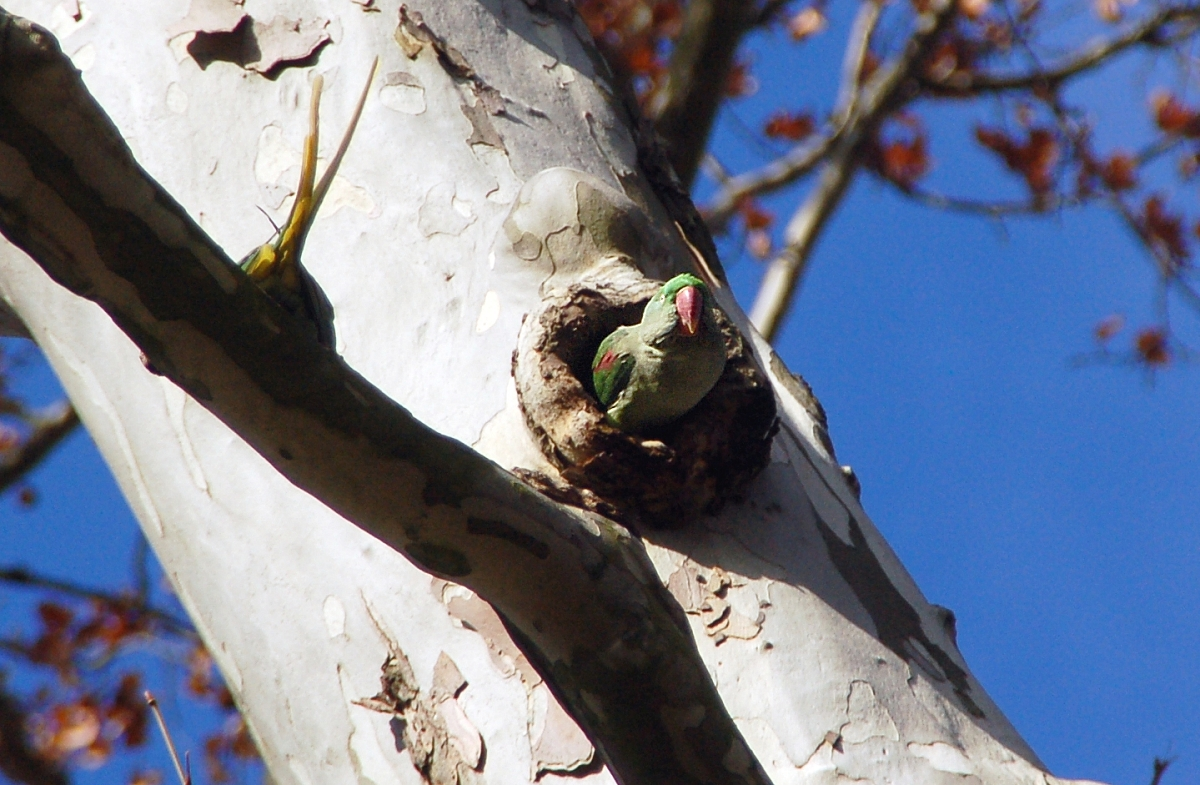
شاه طوطی فراری وحشی‌شده در لانه، ویسبادن، آلمان
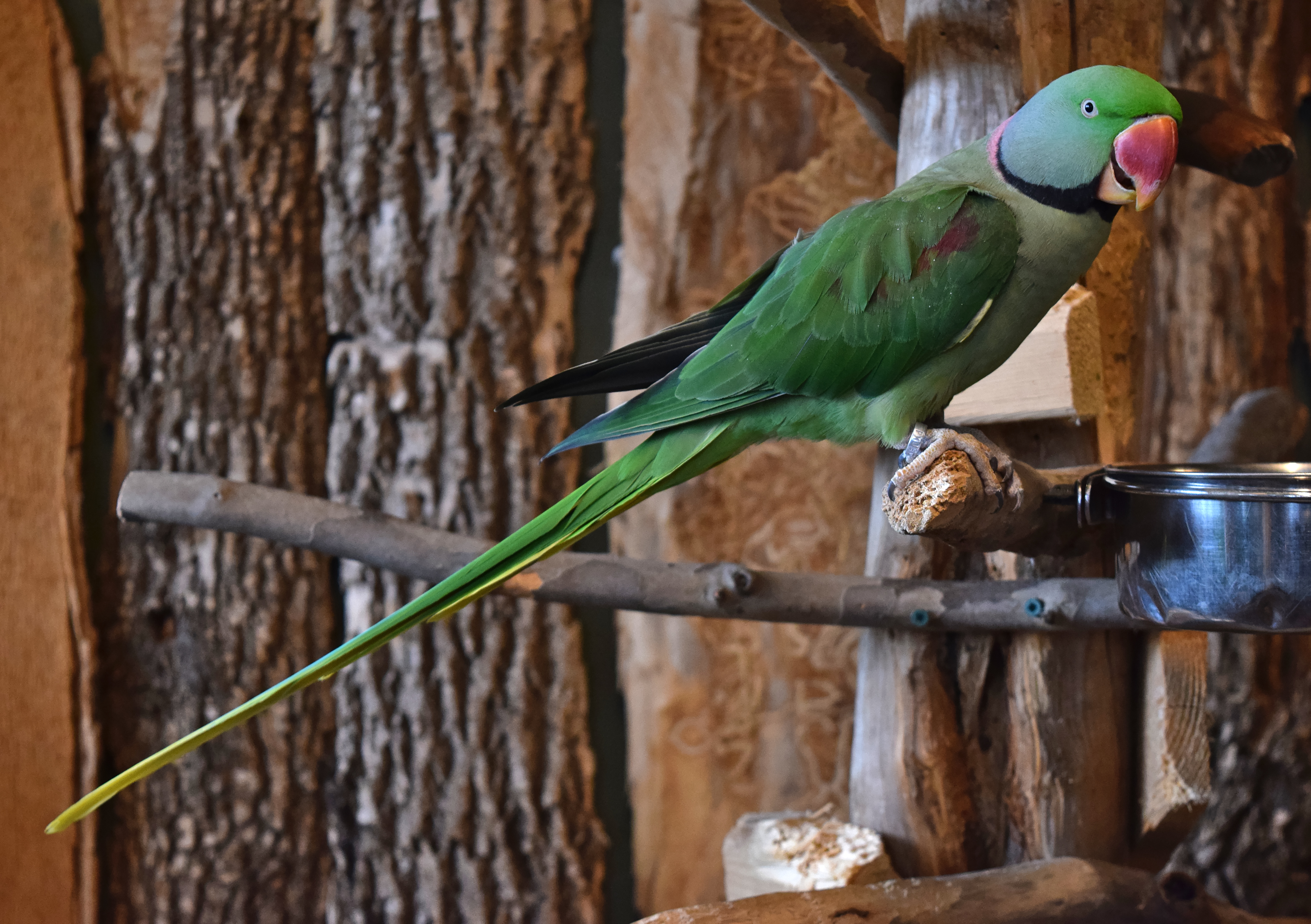
شاه طوطی نر